# Julien Brun
Julien Brun (1 april 1992) is een  professioneel golfer uit Antibes, Frankrijk. 

## Amateur
Brun werd in Istanboel ontdekt door de coach van de Texas Christian University (TCU). Brun kreeg een studiebeurs en vertrok voor zijn studie naar de Verenigde Staten. In 2010 werd Julien Brun derde bij het Spaans Amateur en in 2011 eindigde hij op de 2de plaats bij het Europees Amateur. Sinds 2011 studeerde hij aan de Texas Christian University. Hij speelde college golf voor de Horned Frogs en stond in 2012 op de 8e plaats op de wereldranglijst (WAGR). Als enige amateur mocht hij in het Open de France meespelen. In september won Brun de Allianz Golf Open Toulouse Metropole op de Challenge Tour. Hiermee was hij slechts de zesde amateurgolfer die een toernooi kon winnen op de Challenge Tour. In februari 2013 won hij de Wyoming Desert Intercollegiate en werd hij nummer 4 op de WAGR. In 2014 won hij vier toernooien in de eerste zes maanden. 

### Overwinningen
Frankrijk
- 2011: Cap d’Agde Grand Prix, European Nations (individueel, in Spanje)

Verenigde Staten
- 2011: Turning Stone Tiger Intercollegiate
- 2012: Augusta State Invitational, John Hayt Collegiate Invitatational in Florida, Insperity ASU Invitational op de Forest Hills Golf Club
- 2013: Wyoming Desert Intercollegiate
- 2014: Wyoming Desert Intercollegiate, Big 12 Championship, NCAA San Antonio Regional, NCAA San Antonio Regional

Challenge Tour
- 2012: Allianz Golf Open Toulouse Metropole

### Teamdeelnames
- Junior Ryder Cup: 2008
- European Amateur Team Championship: 2011, 2013, 2014
- Palmer Cup: 2012 (winnaar) en 2013
- Eisenhower Trophy: 2012
- European Boys' Team Championship: 2008, 2009, 2010

## Professional
Na het voltooien van zijn universitaire studies werd Brun in 2015 professioneel golfer. In 2015 en 2016 speelde Brun zonder veel succes op de Canadese PGA Tour. In 2017 speelde Brun een aantal toernooien op de Alps Tour, waar hij de beste was in de Ein Bay Open, het openingsevent van de Alps Tour.. In 2017, 2018 en 2019 speelde Brun voornamelijk op de Challenge Tour om vanaf 2020 uit te komen op de Pro Golf Tour. Op deze tour was hij de beste in zowel de Open Open Casa Green Golf als de Gradi Polish. Dankzij nog enkele andere mooie resultaten eindigde Brun op de tweede plaats in de Order of Merit van Pro Golf Tour en veroverde hij zo opnieuw een plaats op de Challenge Tour. In 2021 was Brun de beste tijdens de Open de Bretagne en de Empordà Challenge. 

### Overwinningen
| Jaar | Toernooi                             | Tour                         |
| ---- | ------------------------------------ | ---------------------------- |
| 2012 | Allianz Golf Open Toulouse Metropole | Challenge Tour (als amateur) |
| 2017 | Ein Bay Open                         | Alps Tour                    |
| 2020 | Open Open Casa Green Golf            | Pro Golf Tour                |
| 2020 | Gradi Polish                         | Pro Golf Tour                |
| 2020 | Czech Classic Open                   | Tsjechische PGA Tour         |
| 2021 | Open de Bretagne                     | Challenge Tour               |
| 2021 | Empordà Challenge                    | Challenge Tour               |